# Tête des Cerfs
La Tête des Cerfs est un sommet du massif des Vosges culminant à 1 177 mètres d'altitude. Cette montagne est située sur la commune de La Bresse dans les Vosges. Le sommet se trouve entre les vallées de la Vologne et du Chajoux.